# Wallbergbahn
A Wallbergbahn egy drótkötélpályás felvonó Bajorországban a Tegernsee tó partján. A 2140 méter hosszú kötélvasút 1950 és 1951 között épült. 50 zárt kabin közlekedik rajta. Az alsó- és a felső állomás között 825 méter a szintkülönbség, a menetidő 10 perc.

## Képgaléria

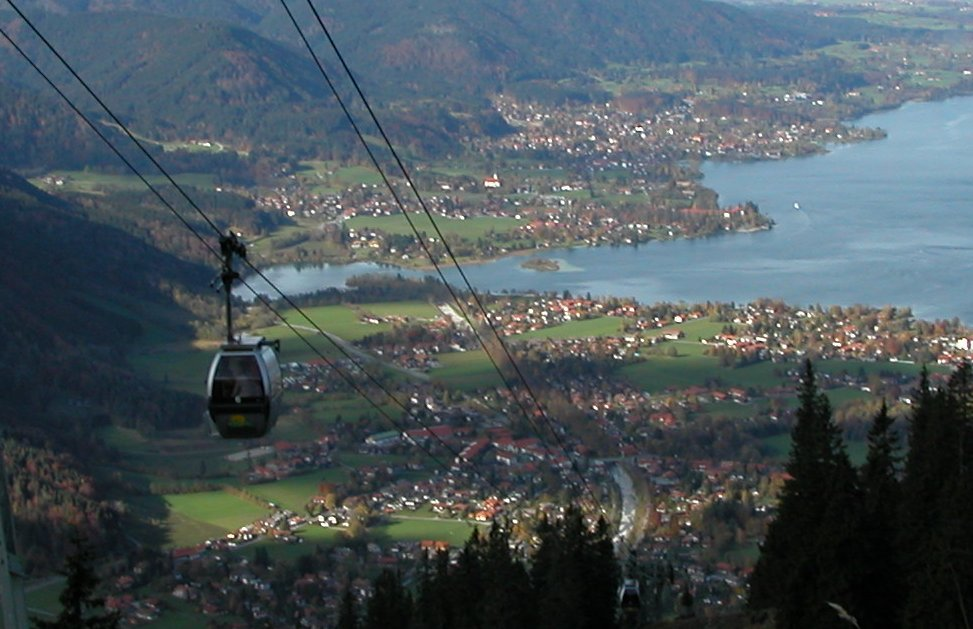
Wallbergbahn és a Tegernsee
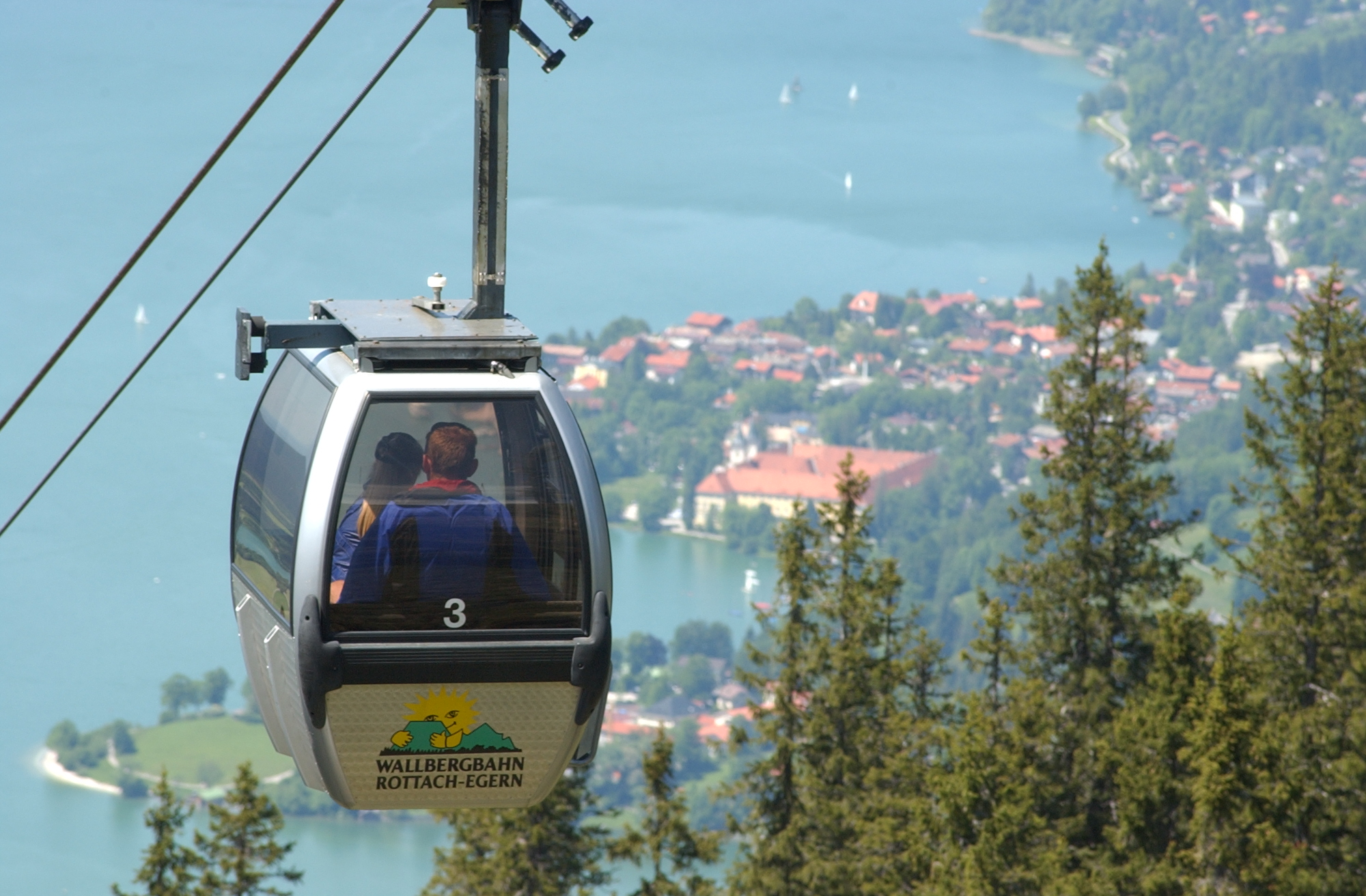
Egy gondola
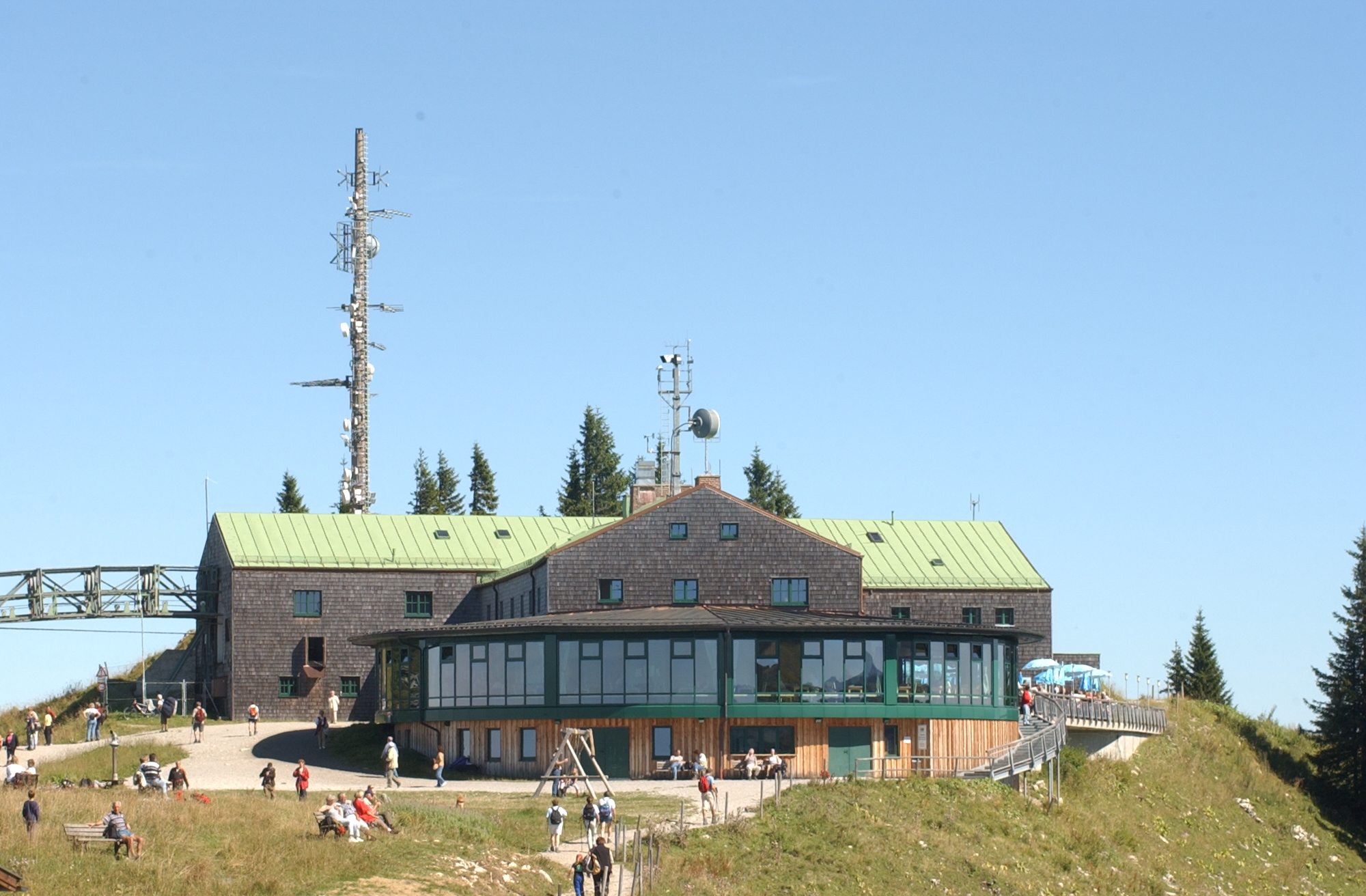
A felső állomás a Panoráma-étteremmel
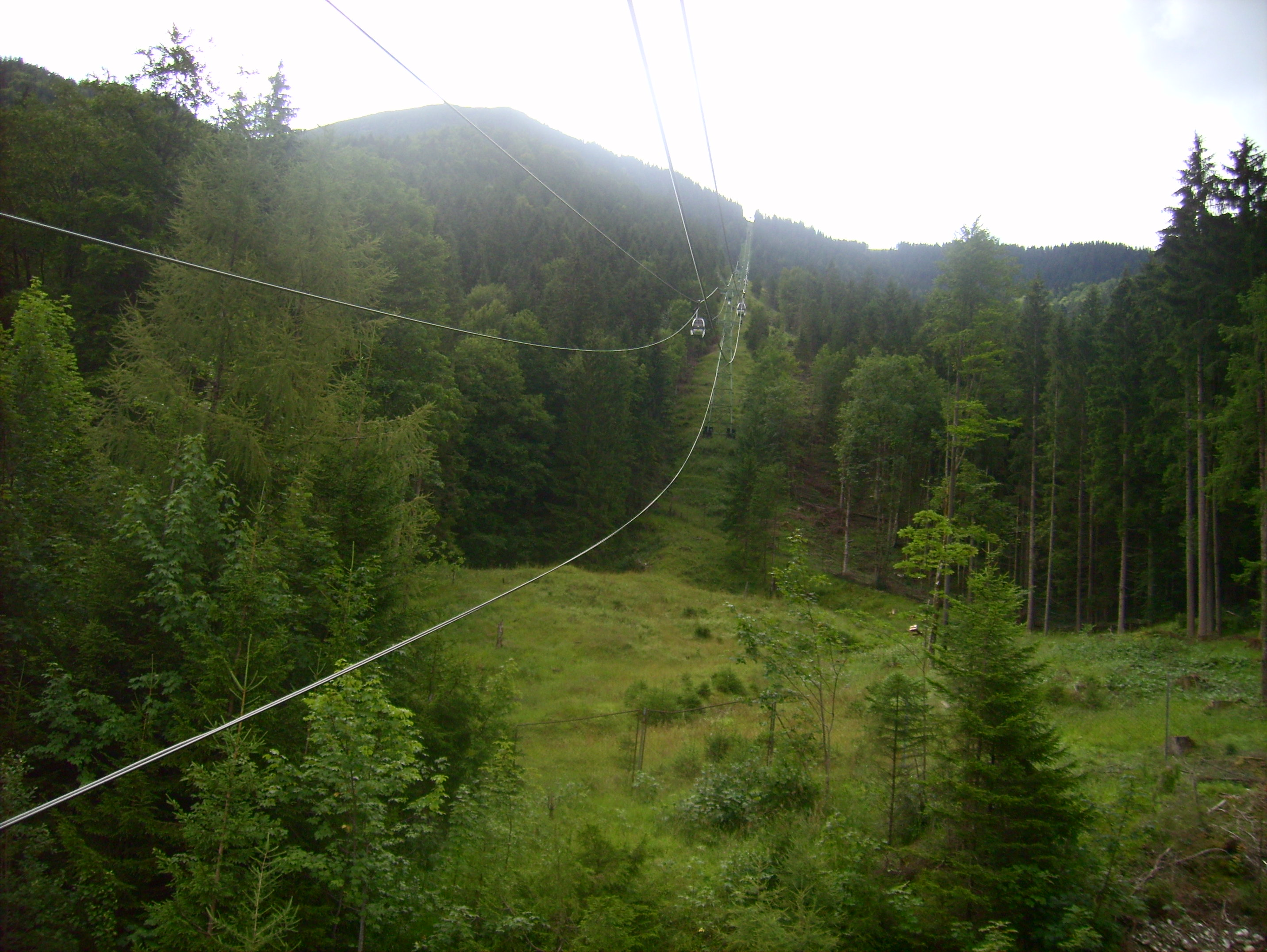
A Wallberg és egy gondola